# 1. Bundesliga 2025-26
La 1. Bundesliga 2025-26 será la 63.ª edición de la máxima competición profesional de fútbol en Alemania. El torneo comenzará el 22 de agosto de 2025 y finalizará el 16 de mayo de 2026.
Un total de 18 equipos participan en la competición, incluyendo 15 equipos de la temporada anterior, 2 provenientes de la 2. Bundesliga 2024-25 y ganador del play-off.
El Bayern de Múnich es el campeón defensor.

## Sistema de competición
La competición consta de un grupo único integrado por dieciocho clubes de toda la geografía alemana. Siguiendo un sistema de liga, los dieciocho equipos se enfrentan todos contra todos en dos ocasiones, una en campo propio y otra en campo contrario, sumando un total de 34 jornadas. El orden de los encuentros se decide por sorteo antes de empezar la competición y la clasificación final se establece teniendo en cuenta los puntos obtenidos en cada enfrentamiento, a razón de tres por partido ganado, uno por empate y ninguno en caso de derrota.

### Clasificación para competiciones europeas
Los cuatro mejores equipos se clasificarán para la Liga de Campeones de la UEFA 2026-27. El campeón de la Copa de Alemania 2025-26 y el siguiente mejor equipo ubicado no clasificado a la Liga de Campeones de la UEFA 2026-27 clasificarán a la Liga Europa de la UEFA 2026-27. El siguiente mejor equipo ubicado y no clasificado a la Liga de Campeones de la UEFA 2026-27 y a la Liga Europa de la UEFA 2026-27 clasificará a la Liga Conferencia de la UEFA 2026-27 y los últimos dos descenderán a la 2. Bundesliga 2026-27.
No obstante, esta distribución se puede ver alterada si alguno de los equipos que han obtenido una plaza en alguna competición europea a través de las competiciones nacionales hubiera obtenido una plaza diferente tras la consecución de algún título europeo en la misma temporada, o hubiera obtenido dos plazas distintas en competiciones nacionales (una a través de la Liga y otra a través de la Copa), provocando así las siguientes dos excepciones:
- Excepción de la Copa de Alemania: Si un equipo obtiene una plaza para la Liga Europa de la UEFA por ganar la Copa de Alemania, pero finaliza la temporada entre los cuatro primeros clasificados de la 1. Bundesliga, la plaza obtenida en Copa pasa al quinto clasificado, siendo el equipo clasificado en séptimo lugar quien acceda a la plaza de la Liga Conferencia de la UEFA.

## Relevos
| Pos. | Descendidos a 2. Bundesliga |
| ---- | --------------------------- |
| 17.º | Holstein Kiel               |
| 18.º | Bochum                      |

| Pos. | Ascendidos de 2. Bundesliga |
| ---- | --------------------------- |
| 1.º  | Colonia                     |
| 2.º  | Hamburgo                    |

## Información
| Equipo                   | Ciudad               | Entrenador        | Estadio                        | Capacidad | Proveedor   | Patrocinador            |
| ------------------------ | -------------------- | ----------------- | ------------------------------ | --------- | ----------- | ----------------------- |
| Augsburgo                | Augsburgo            | Sandro Wagner     | WWK Arena                      | 30 660    | Mizuno      | WWK Versicherung        |
| Bayer Leverkusen         | Leverkusen           | Erik ten Hag      | BayArena                       | 30 210    | New Balance | Barmenia Versicherungen |
| Bayern de Múnich         | Múnich               | Vincent Kompany   | Allianz Arena                  | 75 024    | Adidas      | Deutsche Telekom        |
| Borussia Dortmund        | Dortmund             | Niko Kovač        | Signal Iduna Park              | 81 365    | Puma        | Vodafone                |
| Borussia Mönchengladbach | Mönchengladbach      | Gerardo Seoane    | Borussia Park                  | 54 057    | Puma        | Reuter Gruppe           |
| Colonia                  | Colonia              | Lukas Kwasniok    | RheinEnergieStadion            | 49 698    | Hummel      | REWE                    |
| Eintracht Fráncfort      | Fráncfort            | Dino Toppmöller   | Deutsche Bank Park             | 58 000    | Adidas      | Indeed                  |
| Friburgo                 | Friburgo             | Julian Schuster   | Europa-Park Stadion            | 34 700    | Nike        | JobRad                  |
| Hamburgo                 | Hamburgo             | Merlin Polzin     | Volksparkstadion               | 57 000    | Adidas      | HanseMerkur             |
| Heidenheim               | Heidenheim           | Frank Schmidt     | Voith-Arena                    | 15 000    | Puma        | MHP                     |
| Hoffenheim               | Sinsheim             | Christian Ilzer   | PreZero Arena                  | 30 150    | Joma        | SAP                     |
| Mainz 05                 | Maguncia             | Bo Henriksen      | Mewa Arena                     | 34 034    | Jako        | Kömmerling              |
| RB Leipzig               | Leipzig              | Ole Werner        | Red Bull Arena                 | 47 800    | Puma        | Red Bull                |
| San Pauli                | San Pauli (Hamburgo) | Alexander Blessin | Millerntor-Stadion             | 29 546    | Puma        | Congstar                |
| Stuttgart                | Stuttgart            | Sebastian Hoeneß  | MHPArena                       | 60 058    | Jako        | Winamax                 |
| Unión Berlín             | Berlín               | Steffen Baumgart  | Stadion An der Alten Försterei | 22 012    | Adidas      | HomeToGo                |
| Werder Bremen            | Bremen               | Horst Steffen     | Weserstadion                   | 42 100    | Hummel      | Matthäi                 |
| Wolfsburgo               | Wolfsburgo           | Paul Simonis      | Volkswagen-Arena               | 30 000    | Nike        | Volkswagen              |

### Cambios de entrenadores
| Equipo           | Entrenador (Jornadas) | Fecha de vacante    | Tipo de salida                 | Posición en la tabla | Entrenador entrante | Fecha de nombramiento |
| ---------------- | --------------------- | ------------------- | ------------------------------ | -------------------- | ------------------- | --------------------- |
| Bayer Leverkusen | Xabi Alonso           | 9 de mayo de 2025   | Contratado por Real Madrid C.F | Pretemporada         | Erik ten Hag        | 25 de mayo de 2025    |
| Augsburgo        | Jess Thorup           | 23 de mayo de 2025  | Despedido                      | Pretemporada         | Sandro Wagner       | 28 de mayo de 2025    |
| Werder Bremen    | Ole Werner            | 27 de mayo de 2025  | Despedido                      | Pretemporada         | Horst Steffen       | 29 de mayo de 2025    |
| Colonia          | Friedhelm Funkel      | 30 de junio de 2025 | Fin del interinato             | Pretemporada         | Lukas Kwasniok      | 6 de junio de 2025    |
| RB Leipzig       | Zsolt Lőw             | 30 de junio de 2025 | Fin del interinato             | Pretemporada         | Ole Werner          | 24 de junio de 2025   |
| Wolfsburgo       | Daniel Bauer          | 30 de junio de 2025 | Fin del interinato             | Pretemporada         | Paul Simonis        | 12 de junio de 2025   |

### Equipos por estados federados
| Región                      | N.º | Equipos                                                                 |
| --------------------------- | --- | ----------------------------------------------------------------------- |
| Baden-Wurtemberg            | 4   | Friburgo, Heidenheim, Hoffenheim y Stuttgart                            |
| Renania del Norte-Westfalia | 4   | Bayer Leverkusen, Borussia Dortmund, Borussia Mönchengladbach y Colonia |
| Baviera                     | 2   | Augsburgo y Bayern de Múnich                                            |
| Hamburgo                    | 2   | Hamburgo y San Pauli                                                    |
| Baja Sajonia                | 1   | Wolfsburgo                                                              |
| Berlín                      | 1   | Unión Berlín                                                            |
| Bremen                      | 1   | Werder Bremen                                                           |
| Hesse                       | 1   | Eintracht Fráncfort                                                     |
| Renania-Palatinado          | 1   | Mainz 05                                                                |
| Sajonia                     | 1   | RB Leipzig                                                              |

## Clasificación
| Pos. | Equipo                   | Pts. | PJ | G | E | P | GF | GC | Dif. | Clasificación 2026-27                    |
| ---- | ------------------------ | ---- | -- | - | - | - | -- | -- | ---- | ---------------------------------------- |
| 1    | Augsburgo                | 0    | 0  | 0 | 0 | 0 | 0  | 0  | 0    | Fase de liga de la Liga de Campeones     |
| 2    | Bayer Leverkusen         | 0    | 0  | 0 | 0 | 0 | 0  | 0  | 0    | Fase de liga de la Liga de Campeones     |
| 3    | Bayern de Múnich         | 0    | 0  | 0 | 0 | 0 | 0  | 0  | 0    | Fase de liga de la Liga de Campeones     |
| 4    | Borussia Dortmund        | 0    | 0  | 0 | 0 | 0 | 0  | 0  | 0    | Fase de liga de la Liga de Campeones     |
| 5    | Borussia Mönchengladbach | 0    | 0  | 0 | 0 | 0 | 0  | 0  | 0    | Fase de liga de la Liga Europa           |
| 6    | Colonia                  | 0    | 0  | 0 | 0 | 0 | 0  | 0  | 0    | Ronda de play-off de la Liga Conferencia |
| 7    | Eintracht Fráncfort      | 0    | 0  | 0 | 0 | 0 | 0  | 0  | 0    |                                          |
| 8    | Friburgo                 | 0    | 0  | 0 | 0 | 0 | 0  | 0  | 0    |                                          |
| 9    | Hamburgo                 | 0    | 0  | 0 | 0 | 0 | 0  | 0  | 0    |                                          |
| 10   | Heidenheim               | 0    | 0  | 0 | 0 | 0 | 0  | 0  | 0    |                                          |
| 11   | Hoffenheim               | 0    | 0  | 0 | 0 | 0 | 0  | 0  | 0    |                                          |
| 12   | Mainz 05                 | 0    | 0  | 0 | 0 | 0 | 0  | 0  | 0    |                                          |
| 13   | RB Leipzig               | 0    | 0  | 0 | 0 | 0 | 0  | 0  | 0    |                                          |
| 14   | San Pauli                | 0    | 0  | 0 | 0 | 0 | 0  | 0  | 0    |                                          |
| 15   | Stuttgart                | 0    | 0  | 0 | 0 | 0 | 0  | 0  | 0    |                                          |
| 16   | Unión Berlín             | 0    | 0  | 0 | 0 | 0 | 0  | 0  | 0    | Play-offs de promoción de categoría      |
| 17   | Werder Bremen            | 0    | 0  | 0 | 0 | 0 | 0  | 0  | 0    | Descenso a la 2. Bundesliga              |
| 18   | Wolfsburgo               | 0    | 0  | 0 | 0 | 0 | 0  | 0  | 0    | Descenso a la 2. Bundesliga              |

Los primeros partidos se disputarán el 22 de agosto de 2025.
 Fuente: 1. Bundesliga
Criterios de clasificación: Puntos · Diferencia de goles · Goles a favor · Puntos en enfrentamientos directos · Goles marcados fuera de casa en enfrentamientos directos · Goles marcados fuera de casa · Play-off

## Evolución de la clasificación
| Equipo                   | 01 | 02 | 03 | 04 | 05 | 06 | 07 | 08 | 09 | 10 | 11 | 12 | 13 | 14 | 15 | 16 | 17 | 18 | 19 | 20 | 21 | 22 | 23 | 24 | 25 | 26 | 27 | 28 | 29 | 30 | 31 | 32 | 33 | 34 |
| ------------------------ | -- | -- | -- | -- | -- | -- | -- | -- | -- | -- | -- | -- | -- | -- | -- | -- | -- | -- | -- | -- | -- | -- | -- | -- | -- | -- | -- | -- | -- | -- | -- | -- | -- | -- |
| Augsburgo                |    |    |    |    |    |    |    |    |    |    |    |    |    |    |    |    |    |    |    |    |    |    |    |    |    |    |    |    |    |    |    |    |    |    |
| Bayer Leverkusen         |    |    |    |    |    |    |    |    |    |    |    |    |    |    |    |    |    |    |    |    |    |    |    |    |    |    |    |    |    |    |    |    |    |    |
| Bayern de Múnich         |    |    |    |    |    |    |    |    |    |    |    |    |    |    |    |    |    |    |    |    |    |    |    |    |    |    |    |    |    |    |    |    |    |    |
| Borussia Dortmund        |    |    |    |    |    |    |    |    |    |    |    |    |    |    |    |    |    |    |    |    |    |    |    |    |    |    |    |    |    |    |    |    |    |    |
| Borussia Mönchengladbach |    |    |    |    |    |    |    |    |    |    |    |    |    |    |    |    |    |    |    |    |    |    |    |    |    |    |    |    |    |    |    |    |    |    |
| Colonia                  |    |    |    |    |    |    |    |    |    |    |    |    |    |    |    |    |    |    |    |    |    |    |    |    |    |    |    |    |    |    |    |    |    |    |
| Eintracht Fráncfort      |    |    |    |    |    |    |    |    |    |    |    |    |    |    |    |    |    |    |    |    |    |    |    |    |    |    |    |    |    |    |    |    |    |    |
| Friburgo                 |    |    |    |    |    |    |    |    |    |    |    |    |    |    |    |    |    |    |    |    |    |    |    |    |    |    |    |    |    |    |    |    |    |    |
| Hamburgo                 |    |    |    |    |    |    |    |    |    |    |    |    |    |    |    |    |    |    |    |    |    |    |    |    |    |    |    |    |    |    |    |    |    |    |
| Heidenheim               |    |    |    |    |    |    |    |    |    |    |    |    |    |    |    |    |    |    |    |    |    |    |    |    |    |    |    |    |    |    |    |    |    |    |
| Hoffenheim               |    |    |    |    |    |    |    |    |    |    |    |    |    |    |    |    |    |    |    |    |    |    |    |    |    |    |    |    |    |    |    |    |    |    |
| Maguncia 05              |    |    |    |    |    |    |    |    |    |    |    |    |    |    |    |    |    |    |    |    |    |    |    |    |    |    |    |    |    |    |    |    |    |    |
| RB Leipzig               |    |    |    |    |    |    |    |    |    |    |    |    |    |    |    |    |    |    |    |    |    |    |    |    |    |    |    |    |    |    |    |    |    |    |
| San Pauli                |    |    |    |    |    |    |    |    |    |    |    |    |    |    |    |    |    |    |    |    |    |    |    |    |    |    |    |    |    |    |    |    |    |    |
| Stuttgart                |    |    |    |    |    |    |    |    |    |    |    |    |    |    |    |    |    |    |    |    |    |    |    |    |    |    |    |    |    |    |    |    |    |    |
| Unión Berlín             |    |    |    |    |    |    |    |    |    |    |    |    |    |    |    |    |    |    |    |    |    |    |    |    |    |    |    |    |    |    |    |    |    |    |
| Werder Bremen            |    |    |    |    |    |    |    |    |    |    |    |    |    |    |    |    |    |    |    |    |    |    |    |    |    |    |    |    |    |    |    |    |    |    |
| Wolfsburgo               |    |    |    |    |    |    |    |    |    |    |    |    |    |    |    |    |    |    |    |    |    |    |    |    |    |    |    |    |    |    |    |    |    |    |

## Resultados
- Los horarios corresponden al huso horario de Alemania (Hora central europea): UTC+1 en horario estándar y UTC+2 en horario de verano.

### Primera vuelta
| Jornada 1                | Jornada 1 | Jornada 1         | Jornada 1           | Jornada 1    | Jornada 1 | Jornada 1 |
| Local                    | Resultado | Visitante         | Estadio             | Fecha        | Hora      |           |
| ------------------------ | --------- | ----------------- | ------------------- | ------------ | --------- | --------- |
| Bayern de Múnich         | –         | RB Leipzig        | Allianz Arena       | 22 de agosto | 20:30     |           |
| Bayer Leverkusen         | –         | Hoffenheim        | BayArena            | 23 de agosto | 15:30     |           |
| Eintracht Fráncfort      | –         | Werder Bremen     | Deutsche Bank Park  | 23 de agosto | 15:30     |           |
| Friburgo                 | –         | Augsburgo         | Europa-Park Stadion | 23 de agosto | 15:30     |           |
| Unión Berlín             | –         | Stuttgart         | Alte Försterei      | 23 de agosto | 15:30     |           |
| Heidenheim               | –         | Wolfsburgo        | Voith-Arena         | 23 de agosto | 15:30     |           |
| San Pauli                | –         | Borussia Dortmund | Millerntor-Stadion  | 23 de agosto | 18:30     |           |
| Mainz 05                 | –         | Colonia           | Mewa Arena          | 24 de agosto | 15:30     |           |
| Borussia Mönchengladbach | –         | Hamburgo          | Borussia-Park       | 24 de agosto | 17:30     |           |

| Jornada 2         | Jornada 2 | Jornada 2                | Jornada 2           | Jornada 2    | Jornada 2 | Jornada 2 |
| Local             | Resultado | Visitante                | Estadio             | Fecha        | Hora      |           |
| ----------------- | --------- | ------------------------ | ------------------- | ------------ | --------- | --------- |
| Hamburgo          | –         | San Pauli                | Volkparkstadion     | 29 de agosto | 20:30     |           |
| RB Leipzig        | –         | Heidenheim               | Red Bull Arena      | 30 de agosto | 15:30     |           |
| Werder Bremen     | –         | Bayer Leverkusen         | Weserstadion        | 30 de agosto | 15:30     |           |
| Stuttgart         | –         | Borussia Mönchengladbach | MHPArena            | 30 de agosto | 15:30     |           |
| Hoffenheim        | –         | Eintracht Fráncfort      | PreZero Arena       | 30 de agosto | 15:30     |           |
| Augsburgo         | –         | Bayern de Múnich         | WWK Arena           | 30 de agosto | 18:30     |           |
| Wolfsburgo        | –         | Mainz 05                 | Volkswagen-Arena    | 31 de agosto | 15:30     |           |
| Borussia Dortmund | –         | Unión Berlín             | Signal Iduna Park   | 31 de agosto | 17:30     |           |
| Colonia           | –         | Friburgo                 | RheinEnergieStadion | 31 de agosto | 19:30     |           |

| Jornada 3                | Jornada 3 | Jornada 3           | Jornada 3           | Jornada 3        | Jornada 3 | Jornada 3 |
| Local                    | Resultado | Visitante           | Estadio             | Fecha            | Hora      |           |
| ------------------------ | --------- | ------------------- | ------------------- | ---------------- | --------- | --------- |
| Bayer Leverkusen         | –         | Eintracht Fráncfort | BayArena            | 12 de septiembre | 20:30     |           |
| Friburgo                 | –         | Stuttgart           | Europa-Park Stadion | 13 de septiembre | 15:30     |           |
| Mainz 05                 | –         | RB Leipzig          | Mewa Arena          | 13 de septiembre | 15:30     |           |
| Heidenheim               | –         | Borussia Dortmund   | Voith-Arena         | 13 de septiembre | 15:30     |           |
| Wolfsburgo               | –         | Colonia             | Volkswagen-Arena    | 13 de septiembre | 15:30     |           |
| Unión Berlín             | –         | Hoffenheim          | Alte Försterei      | 13 de septiembre | 15:30     |           |
| Bayern de Múnich         | –         | Hamburgo            | Allianz Arena       | 13 de septiembre | 18:30     |           |
| San Pauli                | –         | Augsburgo           | Millerntor-Stadion  | 14 de septiembre | 15:30     |           |
| Borussia Mönchengladbach | –         | Werder Bremen       | Borussia-Park       | 14 de septiembre | 17:30     |           |

| Jornada 4           | Jornada 4 | Jornada 4                | Jornada 4          | Jornada 4        | Jornada 4 | Jornada 4 |
| Local               | Resultado | Visitante                | Estadio            | Fecha            | Hora      |           |
| ------------------- | --------- | ------------------------ | ------------------ | ---------------- | --------- | --------- |
| Stuttgart           | –         | San Pauli                | MHPArena           | 19 de septiembre | 20:30     |           |
| Werder Bremen       | –         | Friburgo                 | Weserstadion       | 20 de septiembre | 15:30     |           |
| Augsburgo           | –         | Mainz 05                 | WWK Arena          | 20 de septiembre | 15:30     |           |
| Hoffenheim          | –         | Bayern de Múnich         | PreZero Arena      | 20 de septiembre | 15:30     |           |
| Hamburgo            | –         | Heidenheim               | Volkparkstadion    | 20 de septiembre | 15:30     |           |
| RB Leipzig          | –         | Colonia                  | Red Bull Arena     | 20 de septiembre | 18:30     |           |
| Eintracht Fráncfort | –         | Unión Berlín             | Deutsche Bank Park | 21 de septiembre | 15:30     |           |
| Bayer Leverkusen    | –         | Borussia Mönchengladbach | BayArena           | 21 de septiembre | 17:30     |           |
| Borussia Dortmund   | –         | Wolfsburgo               | Signal Iduna Park  | 21 de septiembre | 19:30     |           |

| Jornada 5                | Jornada 5 | Jornada 5           | Jornada 5           | Jornada 5        | Jornada 5 | Jornada 5 |
| Local                    | Resultado | Visitante           | Estadio             | Fecha            | Hora      |           |
| ------------------------ | --------- | ------------------- | ------------------- | ---------------- | --------- | --------- |
| Bayern de Múnich         | –         | Werder Bremen       | Allianz Arena       | 26 de septiembre | 20:30     |           |
| Mainz 05                 | –         | Borussia Dortmund   | Mewa Stadion        | 27 de septiembre | 15:30     |           |
| Wolfsburgo               | –         | RB Leipzig          | Volkswagen-Arena    | 27 de septiembre | 15:30     |           |
| San Pauli                | –         | Bayer Leverkusen    | Millerntor-Stadion  | 27 de septiembre | 15:30     |           |
| Heidenheim               | –         | Augsburgo           | Voith-Arena         | 27 de septiembre | 15:30     |           |
| Borussia Mönchengladbach | –         | Eintracht Fráncfort | Borussia-Park       | 27 de septiembre | 18:30     |           |
| Friburgo                 | –         | Hoffenheim          | Europa-Park Stadion | 28 de septiembre | 15:30     |           |
| Colonia                  | –         | Stuttgart           | RheinEnergieStadion | 28 de septiembre | 17:30     |           |
| Unión Berlín             | –         | Hamburgo            | Alte Försterei      | 28 de septiembre | 19:30     |           |

| Jornada 6                | Jornada 6 | Jornada 6        | Jornada 6          | Jornada 6    | Jornada 6    | Jornada 6 |
| Local                    | Resultado | Visitante        | Estadio            | Fecha        | Hora         |           |
| ------------------------ | --------- | ---------------- | ------------------ | ------------ | ------------ | --------- |
| Bayer Leverkusen         | –         | Unión Berlín     | BayArena           | 4 de octubre | 4 de octubre |           |
| Eintracht Fráncfort      | –         | Bayern de Múnich | Deutsche Bank Park | 4 de octubre | 4 de octubre |           |
| Borussia Dortmund        | –         | RB Leipzig       | Signal Iduna Park  | 4 de octubre | 4 de octubre |           |
| Werder Bremen            | –         | San Pauli        | Weserstadion       | 4 de octubre | 4 de octubre |           |
| Stuttgart                | –         | Heidenheim       | MHPArena           | 4 de octubre | 4 de octubre |           |
| Borussia Mönchengladbach | –         | Friburgo         | Borussia-Park      | 4 de octubre | 4 de octubre |           |
| Augsburgo                | –         | Wolfsburgo       | WWK Arena          | 4 de octubre | 4 de octubre |           |
| Hoffenheim               | –         | Colonia          | PreZero Arena      | 4 de octubre | 4 de octubre |           |
| Hamburgo                 | –         | Mainz 05         | Volkparkstadion    | 4 de octubre | 4 de octubre |           |

| Jornada 7        | Jornada 7 | Jornada 7                | Jornada 7           | Jornada 7     | Jornada 7     | Jornada 7 |
| Local            | Resultado | Visitante                | Estadio             | Fecha         | Hora          |           |
| ---------------- | --------- | ------------------------ | ------------------- | ------------- | ------------- | --------- |
| Bayern de Múnich | –         | Borussia Dortmund        | Allianz Arena       | 18 de octubre | 18 de octubre |           |
| Friburgo         | –         | Eintracht Fráncfort      | Europa-Park Stadion | 18 de octubre | 18 de octubre |           |
| Mainz 05         | –         | Bayer Leverkusen         | Mewa Arena          | 18 de octubre | 18 de octubre |           |
| RB Leipzig       | –         | Hamburgo                 | Red Bull Arena      | 18 de octubre | 18 de octubre |           |
| Wolfsburgo       | –         | Stuttgart                | Volkswagen-Arena    | 18 de octubre | 18 de octubre |           |
| Unión Berlín     | –         | Borussia Mönchengladbach | Alte Försterei      | 18 de octubre | 18 de octubre |           |
| San Pauli        | –         | Hoffenheim               | Millerntor-Stadion  | 18 de octubre | 18 de octubre |           |
| Heidenheim       | –         | Werder Bremen            | Voith-Arena         | 18 de octubre | 18 de octubre |           |
| Colonia          | –         | Augsburgo                | RheinEnergieStadion | 18 de octubre | 18 de octubre |           |

| Jornada 8                | Jornada 8 | Jornada 8        | Jornada 8          | Jornada 8     | Jornada 8     | Jornada 8 |
| Local                    | Resultado | Visitante        | Estadio            | Fecha         | Hora          |           |
| ------------------------ | --------- | ---------------- | ------------------ | ------------- | ------------- | --------- |
| Bayer Leverkusen         | –         | Friburgo         | BayArena           | 25 de octubre | 25 de octubre |           |
| Eintracht Fráncfort      | –         | San Pauli        | Deutsche Bank Park | 25 de octubre | 25 de octubre |           |
| Borussia Dortmund        | –         | Colonia          | Signal Iduna Park  | 25 de octubre | 25 de octubre |           |
| Werder Bremen            | –         | Unión Berlín     | Weserstadion       | 25 de octubre | 25 de octubre |           |
| Stuttgart                | –         | Mainz 05         | MHPArena           | 25 de octubre | 25 de octubre |           |
| Borussia Mönchengladbach | –         | Bayern de Múnich | Borussia-Park      | 25 de octubre | 25 de octubre |           |
| Augsburgo                | –         | RB Leipzig       | WWK Arena          | 25 de octubre | 25 de octubre |           |
| Hoffenheim               | –         | Heidenheim       | PreZero Arena      | 25 de octubre | 25 de octubre |           |
| Hamburgo                 | –         | Wolfsburgo       | Volkparkstadion    | 25 de octubre | 25 de octubre |           |

| Jornada 9        | Jornada 9 | Jornada 9                | Jornada 9           | Jornada 9      | Jornada 9      | Jornada 9 |
| Local            | Resultado | Visitante                | Estadio             | Fecha          | Hora           |           |
| ---------------- | --------- | ------------------------ | ------------------- | -------------- | -------------- | --------- |
| Bayern de Múnich | –         | Bayer Leverkusen         | Allianz Arena       | 1 de noviembre | 1 de noviembre |           |
| Mainz 05         | –         | Werder Bremen            | Mewa Arena          | 1 de noviembre | 1 de noviembre |           |
| RB Leipzig       | –         | Stuttgart                | Red Bull Arena      | 1 de noviembre | 1 de noviembre |           |
| Wolfsburgo       | –         | Hoffenheim               | Volkswagen-Arena    | 1 de noviembre | 1 de noviembre |           |
| Augsburgo        | –         | Borussia Dortmund        | WWK Arena           | 1 de noviembre | 1 de noviembre |           |
| Unión Berlín     | –         | Friburgo                 | Alte Försterei      | 1 de noviembre | 1 de noviembre |           |
| San Pauli        | –         | Borussia Mönchengladbach | Millerntor-Stadion  | 1 de noviembre | 1 de noviembre |           |
| Heidenheim       | –         | Eintracht Fráncfort      | Voith-Arena         | 1 de noviembre | 1 de noviembre |           |
| Colonia          | –         | Hamburgo                 | RheinEnergieStadion | 1 de noviembre | 1 de noviembre |           |

| Jornada 10               | Jornada 10 | Jornada 10        | Jornada 10          | Jornada 10     | Jornada 10     | Jornada 10 |
| Local                    | Resultado  | Visitante         | Estadio             | Fecha          | Hora           |            |
| ------------------------ | ---------- | ----------------- | ------------------- | -------------- | -------------- | ---------- |
| Bayer Leverkusen         | –          | Heidenheim        | BayArena            | 8 de noviembre | 8 de noviembre |            |
| Eintracht Fráncfort      | –          | Mainz 05          | Deutsche Bank Park  | 8 de noviembre | 8 de noviembre |            |
| Friburgo                 | –          | San Pauli         | Europa-Park Stadion | 8 de noviembre | 8 de noviembre |            |
| Werder Bremen            | –          | Wolfsburgo        | Weserstadion        | 8 de noviembre | 8 de noviembre |            |
| Stuttgart                | –          | Augsburgo         | MHPArena            | 8 de noviembre | 8 de noviembre |            |
| Borussia Mönchengladbach | –          | Colonia           | Borussia-Park       | 8 de noviembre | 8 de noviembre |            |
| Unión Berlín             | –          | Bayern de Múnich  | Alte Försterei      | 8 de noviembre | 8 de noviembre |            |
| Hoffenheim               | –          | RB Leipzig        | PreZero Arena       | 8 de noviembre | 8 de noviembre |            |
| Hamburgo                 | –          | Borussia Dortmund | Volkparkstadion     | 8 de noviembre | 8 de noviembre |            |

| Jornada 11        | Jornada 11 | Jornada 11               | Jornada 11          | Jornada 11      | Jornada 11      | Jornada 11 |
| Local             | Resultado  | Visitante                | Estadio             | Fecha           | Hora            |            |
| ----------------- | ---------- | ------------------------ | ------------------- | --------------- | --------------- | ---------- |
| Bayern de Múnich  | –          | Friburgo                 | Allianz Arena       | 22 de noviembre | 22 de noviembre |            |
| Borussia Dortmund | –          | Stuttgart                | Signal Iduna Park   | 22 de noviembre | 22 de noviembre |            |
| Mainz 05          | –          | Hoffenheim               | Mewa Arena          | 22 de noviembre | 22 de noviembre |            |
| RB Leipzig        | –          | Werder Bremen            | Red Bull Arena      | 22 de noviembre | 22 de noviembre |            |
| Wolfsburgo        | –          | Bayer Leverkusen         | Volkswagen-Arena    | 22 de noviembre | 22 de noviembre |            |
| Augsburgo         | –          | Hamburgo                 | WWK Arena           | 22 de noviembre | 22 de noviembre |            |
| San Pauli         | –          | Unión Berlín             | Millerntor-Stadion  | 22 de noviembre | 22 de noviembre |            |
| Heidenheim        | –          | Borussia Mönchengladbach | Voith-Arena         | 22 de noviembre | 22 de noviembre |            |
| Colonia           | –          | Eintracht Fráncfort      | RheinEnergieStadion | 22 de noviembre | 22 de noviembre |            |

| Jornada 12               | Jornada 12 | Jornada 12        | Jornada 12          | Jornada 12      | Jornada 12      | Jornada 12 |
| Local                    | Resultado  | Visitante         | Estadio             | Fecha           | Hora            |            |
| ------------------------ | ---------- | ----------------- | ------------------- | --------------- | --------------- | ---------- |
| Bayern de Múnich         | –          | San Pauli         | Allianz Arena       | 29 de noviembre | 29 de noviembre |            |
| Bayer Leverkusen         | –          | Borussia Dortmund | BayArena            | 29 de noviembre | 29 de noviembre |            |
| Eintracht Fráncfort      | –          | Wolfsburgo        | Deutsche Bank Park  | 29 de noviembre | 29 de noviembre |            |
| Friburgo                 | –          | Mainz 05          | Europa-Park Stadion | 29 de noviembre | 29 de noviembre |            |
| Werder Bremen            | –          | Colonia           | Weserstadion        | 29 de noviembre | 29 de noviembre |            |
| Borussia Mönchengladbach | –          | RB Leipzig        | Borussia-Park       | 29 de noviembre | 29 de noviembre |            |
| Unión Berlín             | –          | Heidenheim        | Alte Försterei      | 29 de noviembre | 29 de noviembre |            |
| Hoffenheim               | –          | Augsburgo         | PreZero Arena       | 29 de noviembre | 29 de noviembre |            |
| Hamburgo                 | –          | Stuttgart         | Volkparkstadion     | 29 de noviembre | 29 de noviembre |            |

| Jornada 13        | Jornada 13 | Jornada 13               | Jornada 13          | Jornada 13     | Jornada 13     | Jornada 13 |
| Local             | Resultado  | Visitante                | Estadio             | Fecha          | Hora           |            |
| ----------------- | ---------- | ------------------------ | ------------------- | -------------- | -------------- | ---------- |
| Borussia Dortmund | –          | Hoffenheim               | Signal Iduna Park   | 6 de diciembre | 6 de diciembre |            |
| Mainz 05          | –          | Borussia Mönchengladbach | Mewa Arena          | 6 de diciembre | 6 de diciembre |            |
| RB Leipzig        | –          | Eintracht Fráncfort      | Red Bull Arena      | 6 de diciembre | 6 de diciembre |            |
| Stuttgart         | –          | Bayern de Múnich         | MHPArena            | 6 de diciembre | 6 de diciembre |            |
| Wolfsburgo        | –          | Unión Berlín             | Volkswagen-Arena    | 6 de diciembre | 6 de diciembre |            |
| Augsburgo         | –          | Bayer Leverkusen         | WWK Arena           | 6 de diciembre | 6 de diciembre |            |
| Heidenheim        | –          | Friburgo                 | Voith-Arena         | 6 de diciembre | 6 de diciembre |            |
| Colonia           | –          | San Pauli                | RheinEnergieStadion | 6 de diciembre | 6 de diciembre |            |
| Hamburgo          | –          | Werder Bremen            | Volkparkstadion     | 6 de diciembre | 6 de diciembre |            |

| Jornada 14               | Jornada 14 | Jornada 14        | Jornada 14          | Jornada 14      | Jornada 14      | Jornada 14 |
| Local                    | Resultado  | Visitante         | Estadio             | Fecha           | Hora            |            |
| ------------------------ | ---------- | ----------------- | ------------------- | --------------- | --------------- | ---------- |
| Bayern de Múnich         | –          | Mainz 05          | Allianz Arena       | 13 de diciembre | 13 de diciembre |            |
| Bayer Leverkusen         | –          | Colonia           | BayArena            | 13 de diciembre | 13 de diciembre |            |
| Eintracht Fráncfort      | –          | Augsburgo         | Deutsche Bank Park  | 13 de diciembre | 13 de diciembre |            |
| Friburgo                 | –          | Borussia Dortmund | Europa-Park Stadion | 13 de diciembre | 13 de diciembre |            |
| Werder Bremen            | –          | Stuttgart         | Weserstadion        | 13 de diciembre | 13 de diciembre |            |
| Borussia Mönchengladbach | –          | Wolfsburgo        | Borussia-Park       | 13 de diciembre | 13 de diciembre |            |
| Unión Berlín             | –          | RB Leipzig        | Alte Försterei      | 13 de diciembre | 13 de diciembre |            |
| San Pauli                | –          | Heidenheim        | Millerntor-Stadion  | 13 de diciembre | 13 de diciembre |            |
| Hoffenheim               | –          | Hamburgo          | PreZero Arena       | 13 de diciembre | 13 de diciembre |            |

| Jornada 15        | Jornada 15 | Jornada 15               | Jornada 15          | Jornada 15      | Jornada 15      | Jornada 15 |
| Local             | Resultado  | Visitante                | Estadio             | Fecha           | Hora            |            |
| ----------------- | ---------- | ------------------------ | ------------------- | --------------- | --------------- | ---------- |
| Borussia Dortmund | –          | Borussia Mönchengladbach | Signal Iduna Park   | 20 de diciembre | 20 de diciembre |            |
| Mainz 05          | –          | San Pauli                | Mewa Arena          | 20 de diciembre | 20 de diciembre |            |
| RB Leipzig        | –          | Bayer Leverkusen         | Red Bull Arena      | 20 de diciembre | 20 de diciembre |            |
| Stuttgart         | –          | Hoffenheim               | MHPArena            | 20 de diciembre | 20 de diciembre |            |
| Wolfsburgo        | –          | Friburgo                 | Volkswagen-Arena    | 20 de diciembre | 20 de diciembre |            |
| Augsburgo         | –          | Werder Bremen            | WWK Arena           | 20 de diciembre | 20 de diciembre |            |
| Heidenheim        | –          | Bayern de Múnich         | Voith-Arena         | 20 de diciembre | 20 de diciembre |            |
| Colonia           | –          | Unión Berlín             | RheinEnergieStadion | 20 de diciembre | 20 de diciembre |            |
| Hamburgo          | –          | Eintracht Fráncfort      | Volkparkstadion     | 20 de diciembre | 20 de diciembre |            |

| Jornada 16               | Jornada 16 | Jornada 16        | Jornada 16          | Jornada 16  | Jornada 16  | Jornada 16 |
| Local                    | Resultado  | Visitante         | Estadio             | Fecha       | Hora        |            |
| ------------------------ | ---------- | ----------------- | ------------------- | ----------- | ----------- | ---------- |
| Bayern de Múnich         | –          | Wolfsburgo        | Allianz Arena       | 10 de enero | 10 de enero |            |
| Bayer Leverkusen         | –          | Stuttgart         | BayArena            | 10 de enero | 10 de enero |            |
| Eintracht Fráncfort      | –          | Borussia Dortmund | Deutsche Bank Park  | 10 de enero | 10 de enero |            |
| Friburgo                 | –          | Hamburgo          | Europa-Park Stadion | 10 de enero | 10 de enero |            |
| Werder Bremen            | –          | Hoffenheim        | Weserstadion        | 10 de enero | 10 de enero |            |
| Borussia Mönchengladbach | –          | Augsburgo         | Borussia-Park       | 10 de enero | 10 de enero |            |
| Unión Berlín             | –          | Mainz 05          | Alte Försterei      | 10 de enero | 10 de enero |            |
| San Pauli                | –          | RB Leipzig        | Millerntor-Stadion  | 10 de enero | 10 de enero |            |
| Heidenheim               | –          | Colonia           | Voith-Arena         | 10 de enero | 10 de enero |            |

| Jornada 17        | Jornada 17 | Jornada 17               | Jornada 17          | Jornada 17  | Jornada 17  | Jornada 17 |
| Local             | Resultado  | Visitante                | Estadio             | Fecha       | Hora        |            |
| ----------------- | ---------- | ------------------------ | ------------------- | ----------- | ----------- | ---------- |
| Borussia Dortmund | –          | Werder Bremen            | Signal Iduna Park   | 14 de enero | 14 de enero |            |
| Mainz 05          | –          | Heidenheim               | Mewa Arena          | 14 de enero | 14 de enero |            |
| RB Leipzig        | –          | Friburgo                 | Red Bull Arena      | 14 de enero | 14 de enero |            |
| Stuttgart         | –          | Eintracht Fráncfort      | MHPArena            | 14 de enero | 14 de enero |            |
| Wolfsburgo        | –          | San Pauli                | Volkswagen-Arena    | 14 de enero | 14 de enero |            |
| Augsburgo         | –          | Unión Berlín             | WWK Arena           | 14 de enero | 14 de enero |            |
| Hoffenheim        | –          | Borussia Mönchengladbach | PreZero Arena       | 14 de enero | 14 de enero |            |
| Colonia           | –          | Bayern de Múnich         | RheinEnergieStadion | 14 de enero | 14 de enero |            |
| Hamburgo          | –          | Bayer Leverkusen         | Volkparkstadion     | 14 de enero | 14 de enero |            |

### Segunda vuelta
| Jornada 18        | Jornada 18 | Jornada 18               | Jornada 18          | Jornada 18  | Jornada 18  | Jornada 18 |
| Local             | Resultado  | Visitante                | Estadio             | Fecha       | Hora        |            |
| ----------------- | ---------- | ------------------------ | ------------------- | ----------- | ----------- | ---------- |
| Borussia Dortmund | –          | San Pauli                | Signal Iduna Park   | 17 de enero | 17 de enero |            |
| RB Leipzig        | –          | Bayern de Múnich         | Red Bull Arena      | 17 de enero | 17 de enero |            |
| Werder Bremen     | –          | Eintracht Fráncfort      | Weserstadion        | 17 de enero | 17 de enero |            |
| Stuttgart         | –          | Unión Berlín             | MHPArena            | 17 de enero | 17 de enero |            |
| Wolfsburgo        | –          | Heidenheim               | Volkswagen-Arena    | 17 de enero | 17 de enero |            |
| Augsburgo         | –          | Friburgo                 | WWK Arena           | 17 de enero | 17 de enero |            |
| Hoffenheim        | –          | Bayer Leverkusen         | PreZero Arena       | 17 de enero | 17 de enero |            |
| Colonia           | –          | Mainz 05                 | RheinEnergieStadion | 17 de enero | 17 de enero |            |
| Hamburgo          | –          | Borussia Mönchengladbach | Volkparkstadion     | 17 de enero | 17 de enero |            |

| Jornada 19               | Jornada 19 | Jornada 19        | Jornada 19          | Jornada 19  | Jornada 19  | Jornada 19 |
| Local                    | Resultado  | Visitante         | Estadio             | Fecha       | Hora        |            |
| ------------------------ | ---------- | ----------------- | ------------------- | ----------- | ----------- | ---------- |
| Bayern de Múnich         | –          | Augsburgo         | Allianz Arena       | 24 de enero | 24 de enero |            |
| Bayer Leverkusen         | –          | Werder Bremen     | BayArena            | 24 de enero | 24 de enero |            |
| Eintracht Fráncfort      | –          | Hoffenheim        | Deutsche Bank Park  | 24 de enero | 24 de enero |            |
| Friburgo                 | –          | Colonia           | Europa-Park Stadion | 24 de enero | 24 de enero |            |
| Mainz 05                 | –          | Wolfsburgo        | Mewa Arena          | 24 de enero | 24 de enero |            |
| Borussia Mönchengladbach | –          | Stuttgart         | Borussia-Park       | 24 de enero | 24 de enero |            |
| Unión Berlín             | –          | Borussia Dortmund | Alte Försterei      | 24 de enero | 24 de enero |            |
| San Pauli                | –          | Hamburgo          | Millerntor-Stadion  | 24 de enero | 24 de enero |            |
| Heidenheim               | –          | RB Leipzig        | Voith-Arena         | 24 de enero | 24 de enero |            |

| Jornada 20          | Jornada 20 | Jornada 20               | Jornada 20          | Jornada 20  | Jornada 20  | Jornada 20 |
| Local               | Resultado  | Visitante                | Estadio             | Fecha       | Hora        |            |
| ------------------- | ---------- | ------------------------ | ------------------- | ----------- | ----------- | ---------- |
| Eintracht Fráncfort | –          | Bayer Leverkusen         | Deutsche Bank Park  | 31 de enero | 31 de enero |            |
| Borussia Dortmund   | –          | Heidenheim               | Signal Iduna Park   | 31 de enero | 31 de enero |            |
| RB Leipzig          | –          | Mainz 05                 | Red Bull Arena      | 31 de enero | 31 de enero |            |
| Werder Bremen       | –          | Borussia Mönchengladbach | Weserstadion        | 31 de enero | 31 de enero |            |
| Stuttgart           | –          | Friburgo                 | MHPArena            | 31 de enero | 31 de enero |            |
| Augsburgo           | –          | San Pauli                | WWK Arena           | 31 de enero | 31 de enero |            |
| Hoffenheim          | –          | Unión Berlín             | PreZero Arena       | 31 de enero | 31 de enero |            |
| Colonia             | –          | Wolfsburgo               | RheinEnergieStadion | 31 de enero | 31 de enero |            |
| Hamburgo            | –          | Bayern de Múnich         | Volkparkstadion     | 31 de enero | 31 de enero |            |

| Jornada 21               | Jornada 21 | Jornada 21          | Jornada 21          | Jornada 21   | Jornada 21   | Jornada 21 |
| Local                    | Resultado  | Visitante           | Estadio             | Fecha        | Hora         |            |
| ------------------------ | ---------- | ------------------- | ------------------- | ------------ | ------------ | ---------- |
| Bayern de Múnich         | –          | Hoffenheim          | Allianz Arena       | 7 de febrero | 7 de febrero |            |
| Friburgo                 | –          | Werder Bremen       | Europa-Park Stadion | 7 de febrero | 7 de febrero |            |
| Mainz 05                 | –          | Augsburgo           | Mewa Arena          | 7 de febrero | 7 de febrero |            |
| Borussia Mönchengladbach | –          | Bayer Leverkusen    | Borussia-Park       | 7 de febrero | 7 de febrero |            |
| Wolfsburgo               | –          | Borussia Dortmund   | Volkswagen-Arena    | 7 de febrero | 7 de febrero |            |
| Unión Berlín             | –          | Eintracht Fráncfort | Alte Försterei      | 7 de febrero | 7 de febrero |            |
| San Pauli                | –          | Stuttgart           | Millerntor-Stadion  | 7 de febrero | 7 de febrero |            |
| Heidenheim               | –          | Hamburgo            | Voith-Arena         | 7 de febrero | 7 de febrero |            |
| Colonia                  | –          | RB Leipzig          | RheinEnergieStadion | 7 de febrero | 7 de febrero |            |

| Jornada 22          | Jornada 22 | Jornada 22        | Jornada 22         | Jornada 22    | Jornada 22    | Jornada 22 |
| Local               | Resultado  | Visitante         | Estadio            | Fecha         | Hora          |            |
| ------------------- | ---------- | ----------------- | ------------------ | ------------- | ------------- | ---------- |
| Bayer Leverkusen    | –          | San Pauli         | BayArena           | 14 de febrero | 14 de febrero |            |
| Eintracht Fráncfort | –          | Borussia Dortmund | Deutsche Bank Park | 14 de febrero | 14 de febrero |            |
| Borussia Dortmund   | –          | Mainz 05          | Signal Iduna Park  | 14 de febrero | 14 de febrero |            |
| RB Leipzig          | –          | Wolfsburgo        | Red Bull Arena     | 14 de febrero | 14 de febrero |            |
| Werder Bremen       | –          | Bayern de Múnich  | Weserstadion       | 14 de febrero | 14 de febrero |            |
| Stuttgart           | –          | Colonia           | MHPArena           | 14 de febrero | 14 de febrero |            |
| Augsburgo           | –          | Heidenheim        | WWK Arena          | 14 de febrero | 14 de febrero |            |
| Hoffenheim          | –          | Friburgo          | PreZero Arena      | 14 de febrero | 14 de febrero |            |
| Hamburgo            | –          | Unión Berlín      | Volkparkstadion    | 14 de febrero | 14 de febrero |            |

| Jornada 23       | Jornada 23 | Jornada 23               | Jornada 23          | Jornada 23    | Jornada 23    | Jornada 23 |
| Local            | Resultado  | Visitante                | Estadio             | Fecha         | Hora          |            |
| ---------------- | ---------- | ------------------------ | ------------------- | ------------- | ------------- | ---------- |
| Bayern de Múnich | –          | Eintracht Fráncfort      | Allianz Arena       | 21 de febrero | 21 de febrero |            |
| Friburgo         | –          | Borussia Mönchengladbach | Europa-Park Stadion | 21 de febrero | 21 de febrero |            |
| Mainz 05         | –          | Hamburgo                 | Mewa Arena          | 21 de febrero | 21 de febrero |            |
| RB Leipzig       | –          | Borussia Dortmund        | Red Bull Arena      | 21 de febrero | 21 de febrero |            |
| Wolfsburgo       | –          | Augsburgo                | Volkswagen-Arena    | 21 de febrero | 21 de febrero |            |
| Unión Berlín     | –          | Bayer Leverkusen         | Alte Försterei      | 21 de febrero | 21 de febrero |            |
| San Pauli        | –          | Werder Bremen            | Millerntor-Stadion  | 21 de febrero | 21 de febrero |            |
| Heidenheim       | –          | Stuttgart                | Voith-Arena         | 21 de febrero | 21 de febrero |            |
| Colonia          | –          | Hoffenheim               | RheinEnergieStadion | 21 de febrero | 21 de febrero |            |

| Jornada 24               | Jornada 24 | Jornada 24       | Jornada 24         | Jornada 24    | Jornada 24    | Jornada 24 |
| Local                    | Resultado  | Visitante        | Estadio            | Fecha         | Hora          |            |
| ------------------------ | ---------- | ---------------- | ------------------ | ------------- | ------------- | ---------- |
| Bayer Leverkusen         | –          | Mainz 05         | BayArena           | 28 de febrero | 28 de febrero |            |
| Eintracht Fráncfort      | –          | Friburgo         | Deutsche Bank Park | 28 de febrero | 28 de febrero |            |
| Borussia Dortmund        | –          | Bayern de Múnich | Signal Iduna Park  | 28 de febrero | 28 de febrero |            |
| Werder Bremen            | –          | Heidenheim       | Weserstadion       | 28 de febrero | 28 de febrero |            |
| Stuttgart                | –          | Wolfsburgo       | MHPArena           | 28 de febrero | 28 de febrero |            |
| Borussia Mönchengladbach | –          | Unión Berlín     | Borussia-Park      | 28 de febrero | 28 de febrero |            |
| Augsburgo                | –          | Colonia          | WWK Arena          | 28 de febrero | 28 de febrero |            |
| Hoffenheim               | –          | San Pauli        | PreZero Arena      | 28 de febrero | 28 de febrero |            |
| Hamburgo                 | –          | RB Leipzig       | Volkparkstadion    | 28 de febrero | 28 de febrero |            |

| Jornada 25       | Jornada 25 | Jornada 25               | Jornada 25          | Jornada 25 | Jornada 25 | Jornada 25 |
| Local            | Resultado  | Visitante                | Estadio             | Fecha      | Hora       |            |
| ---------------- | ---------- | ------------------------ | ------------------- | ---------- | ---------- | ---------- |
| Bayern de Múnich | –          | Borussia Mönchengladbach | Allianz Arena       | 7 de marzo | 7 de marzo |            |
| Friburgo         | –          | Bayer Leverkusen         | Europa-Park Stadion | 7 de marzo | 7 de marzo |            |
| Mainz 05         | –          | Stuttgart                | Mewa Arena          | 7 de marzo | 7 de marzo |            |
| RB Leipzig       | –          | Augsburgo                | Red Bull Arena      | 7 de marzo | 7 de marzo |            |
| Wolfsburgo       | –          | Hamburgo                 | Volkswagen-Arena    | 7 de marzo | 7 de marzo |            |
| Unión Berlín     | –          | Werder Bremen            | Alte Försterei      | 7 de marzo | 7 de marzo |            |
| San Pauli        | –          | Eintracht Fráncfort      | Millerntor-Stadion  | 7 de marzo | 7 de marzo |            |
| Heidenheim       | –          | Hoffenheim               | Voith-Arena         | 7 de marzo | 7 de marzo |            |
| Colonia          | –          | Borussia Dortmund        | RheinEnergieStadion | 7 de marzo | 7 de marzo |            |

| Jornada 26               | Jornada 26 | Jornada 26       | Jornada 26          | Jornada 26  | Jornada 26  | Jornada 26 |
| Local                    | Resultado  | Visitante        | Estadio             | Fecha       | Hora        |            |
| ------------------------ | ---------- | ---------------- | ------------------- | ----------- | ----------- | ---------- |
| Bayer Leverkusen         | –          | Bayern de Múnich | BayArena            | 14 de marzo | 14 de marzo |            |
| Eintracht Fráncfort      | –          | Heidenheim       | Deutsche Bank Park  | 14 de marzo | 14 de marzo |            |
| Borussia Dortmund        | –          | Augsburgo        | Signal Iduna Park   | 14 de marzo | 14 de marzo |            |
| Friburgo                 | –          | Unión Berlín     | Europa-Park Stadion | 14 de marzo | 14 de marzo |            |
| Werder Bremen            | –          | Mainz 05         | Weserstadion        | 14 de marzo | 14 de marzo |            |
| Stuttgart                | –          | RB Leipzig       | MHPArena            | 14 de marzo | 14 de marzo |            |
| Borussia Mönchengladbach | –          | San Pauli        | Borussia-Park       | 14 de marzo | 14 de marzo |            |
| Hoffenheim               | –          | Wolfsburgo       | PreZero Arena       | 14 de marzo | 14 de marzo |            |
| Hamburgo                 | –          | Colonia          | Volkparkstadion     | 14 de marzo | 14 de marzo |            |

| Jornada 27        | Jornada 27 | Jornada 27               | Jornada 27          | Jornada 27  | Jornada 27  | Jornada 27 |
| Local             | Resultado  | Visitante                | Estadio             | Fecha       | Hora        |            |
| ----------------- | ---------- | ------------------------ | ------------------- | ----------- | ----------- | ---------- |
| Bayern de Múnich  | –          | Unión Berlín             | Allianz Arena       | 21 de marzo | 21 de marzo |            |
| Borussia Dortmund | –          | Hamburgo                 | Signal Iduna Park   | 21 de marzo | 21 de marzo |            |
| Mainz 05          | –          | Eintracht Fráncfort      | Mewa Arena          | 21 de marzo | 21 de marzo |            |
| RB Leipzig        | –          | Hoffenheim               | Red Bull Arena      | 21 de marzo | 21 de marzo |            |
| Wolfsburgo        | –          | Werder Bremen            | Volkswagen-Arena    | 21 de marzo | 21 de marzo |            |
| Augsburgo         | –          | Stuttgart                | WWK Arena           | 21 de marzo | 21 de marzo |            |
| San Pauli         | –          | Friburgo                 | Millerntor-Stadion  | 21 de marzo | 21 de marzo |            |
| Heidenheim        | –          | Bayer Leverkusen         | Voith-Arena         | 21 de marzo | 21 de marzo |            |
| Colonia           | –          | Borussia Mönchengladbach | RheinEnergieStadion | 21 de marzo | 21 de marzo |            |

| Jornada 28               | Jornada 28 | Jornada 28        | Jornada 28          | Jornada 28 | Jornada 28 | Jornada 28 |
| Local                    | Resultado  | Visitante         | Estadio             | Fecha      | Hora       |            |
| ------------------------ | ---------- | ----------------- | ------------------- | ---------- | ---------- | ---------- |
| Bayer Leverkusen         | –          | Wolfsburgo        | BayArena            | 4 de abril | 4 de abril |            |
| Eintracht Fráncfort      | –          | Colonia           | Deutsche Bank Park  | 4 de abril | 4 de abril |            |
| Friburgo                 | –          | Bayern de Múnich  | Europa-Park Stadion | 4 de abril | 4 de abril |            |
| Werder Bremen            | –          | RB Leipzig        | Weserstadion        | 4 de abril | 4 de abril |            |
| Stuttgart                | –          | Borussia Dortmund | MHPArena            | 4 de abril | 4 de abril |            |
| Borussia Mönchengladbach | –          | Heidenheim        | Borussia-Park       | 4 de abril | 4 de abril |            |
| Unión Berlín             | –          | San Pauli         | Alte Försterei      | 4 de abril | 4 de abril |            |
| Hoffenheim               | –          | Mainz 05          | PreZero Arena       | 4 de abril | 4 de abril |            |
| Hamburgo                 | –          | Augsburgo         | Volkparkstadion     | 4 de abril | 4 de abril |            |

| Jornada 29        | Jornada 29 | Jornada 29               | Jornada 29          | Jornada 29  | Jornada 29  | Jornada 29 |
| Local             | Resultado  | Visitante                | Estadio             | Fecha       | Hora        |            |
| ----------------- | ---------- | ------------------------ | ------------------- | ----------- | ----------- | ---------- |
| Borussia Dortmund | –          | Bayer Leverkusen         | Signal Iduna Park   | 11 de abril | 11 de abril |            |
| Mainz 05          | –          | Friburgo                 | Mewa Arena          | 11 de abril | 11 de abril |            |
| RB Leipzig        | –          | Borussia Mönchengladbach | Red Bull Arena      | 11 de abril | 11 de abril |            |
| Stuttgart         | –          | Hamburgo                 | MHPArena            | 11 de abril | 11 de abril |            |
| Wolfsburgo        | –          | Eintracht Fráncfort      | Volkswagen-Arena    | 11 de abril | 11 de abril |            |
| Augsburgo         | –          | Hoffenheim               | WWK Arena           | 11 de abril | 11 de abril |            |
| San Pauli         | –          | Bayern de Múnich         | Millerntor-Stadion  | 11 de abril | 11 de abril |            |
| Heidenheim        | –          | Unión Berlín             | Voith-Arena         | 11 de abril | 11 de abril |            |
| Colonia           | –          | Werder Bremen            | RheinEnergieStadion | 11 de abril | 11 de abril |            |

| Jornada 30               | Jornada 30 | Jornada 30        | Jornada 30          | Jornada 30  | Jornada 30  | Jornada 30 |
| Local                    | Resultado  | Visitante         | Estadio             | Fecha       | Hora        |            |
| ------------------------ | ---------- | ----------------- | ------------------- | ----------- | ----------- | ---------- |
| Bayern de Múnich         | –          | Stuttgart         | Allianz Arena       | 18 de abril | 18 de abril |            |
| Bayer Leverkusen         | –          | Augsburgo         | BayArena            | 18 de abril | 18 de abril |            |
| Eintracht Fráncfort      | –          | RB Leipzig        | Deutsche Bank Park  | 18 de abril | 18 de abril |            |
| Friburgo                 | –          | Heidenheim        | Europa-Park Stadion | 18 de abril | 18 de abril |            |
| Werder Bremen            | –          | Hamburgo          | Weserstadion        | 18 de abril | 18 de abril |            |
| Borussia Mönchengladbach | –          | Mainz 05          | Borussia-Park       | 18 de abril | 18 de abril |            |
| Unión Berlín             | –          | Wolfsburgo        | Alte Försterei      | 18 de abril | 18 de abril |            |
| San Pauli                | –          | Colonia           | Millerntor-Stadion  | 18 de abril | 18 de abril |            |
| Hoffenheim               | –          | Borussia Dortmund | PreZero Arena       | 18 de abril | 18 de abril |            |

| Jornada 31        | Jornada 31 | Jornada 31               | Jornada 31          | Jornada 31  | Jornada 31  | Jornada 31 |
| Local             | Resultado  | Visitante                | Estadio             | Fecha       | Hora        |            |
| ----------------- | ---------- | ------------------------ | ------------------- | ----------- | ----------- | ---------- |
| Borussia Dortmund | –          | Friburgo                 | Signal Iduna Park   | 25 de abril | 25 de abril |            |
| Mainz 05          | –          | Bayern de Múnich         | Mewa Arena          | 25 de abril | 25 de abril |            |
| RB Leipzig        | –          | Unión Berlín             | Red Bull Arena      | 25 de abril | 25 de abril |            |
| Stuttgart         | –          | Werder Bremen            | MHPArena            | 25 de abril | 25 de abril |            |
| Wolfsburgo        | –          | Borussia Mönchengladbach | Volkswagen-Arena    | 25 de abril | 25 de abril |            |
| Augsburgo         | –          | Eintracht Fráncfort      | WWK Arena           | 25 de abril | 25 de abril |            |
| Heidenheim        | –          | San Pauli                | Voith-Arena         | 25 de abril | 25 de abril |            |
| Colonia           | –          | Bayer Leverkusen         | RheinEnergieStadion | 25 de abril | 25 de abril |            |
| Hamburgo          | –          | Hoffenheim               | Volkparkstadion     | 25 de abril | 25 de abril |            |

| Jornada 32               | Jornada 32 | Jornada 32        | Jornada 32          | Jornada 32 | Jornada 32 | Jornada 32 |
| Local                    | Resultado  | Visitante         | Estadio             | Fecha      | Hora       |            |
| ------------------------ | ---------- | ----------------- | ------------------- | ---------- | ---------- | ---------- |
| Bayern de Múnich         | –          | Heidenheim        | Allianz Arena       | 2 de mayo  | 2 de mayo  |            |
| Bayer Leverkusen         | –          | RB Leipzig        | BayArena            | 2 de mayo  | 2 de mayo  |            |
| Eintracht Fráncfort      | –          | Hamburgo          | Deutsche Bank Park  | 2 de mayo  | 2 de mayo  |            |
| Friburgo                 | –          | Wolfsburgo        | Europa-Park Stadion | 2 de mayo  | 2 de mayo  |            |
| Werder Bremen            | –          | Augsburgo         | Weserstadion        | 2 de mayo  | 2 de mayo  |            |
| Borussia Mönchengladbach | –          | Borussia Dortmund | Borussia-Park       | 2 de mayo  | 2 de mayo  |            |
| Unión Berlín             | –          | Colonia           | Alte Försterei      | 2 de mayo  | 2 de mayo  |            |
| San Pauli                | –          | Mainz 05          | Millerntor-Stadion  | 2 de mayo  | 2 de mayo  |            |
| Hoffenheim               | –          | Stuttgart         | PreZero Arena       | 2 de mayo  | 2 de mayo  |            |

| Jornada 33        | Jornada 33 | Jornada 33               | Jornada 33          | Jornada 33 | Jornada 33 | Jornada 33 |
| Local             | Resultado  | Visitante                | Estadio             | Fecha      | Hora       |            |
| ----------------- | ---------- | ------------------------ | ------------------- | ---------- | ---------- | ---------- |
| Borussia Dortmund | –          | Eintracht Fráncfort      | Signal Iduna Park   | 9 de mayo  | 9 de mayo  |            |
| Mainz 05          | –          | Unión Berlín             | Mewa Arena          | 9 de mayo  | 9 de mayo  |            |
| RB Leipzig        | –          | San Pauli                | Red Bull Arena      | 9 de mayo  | 9 de mayo  |            |
| Stuttgart         | –          | Bayer Leverkusen         | MHPArena            | 9 de mayo  | 9 de mayo  |            |
| Wolfsburgo        | –          | Bayern de Múnich         | Volkswagen-Arena    | 9 de mayo  | 9 de mayo  |            |
| Augsburgo         | –          | Borussia Mönchengladbach | WWK Arena           | 9 de mayo  | 9 de mayo  |            |
| Hoffenheim        | –          | Werder Bremen            | PreZero Arena       | 9 de mayo  | 9 de mayo  |            |
| Colonia           | –          | Heidenheim               | RheinEnergieStadion | 9 de mayo  | 9 de mayo  |            |
| Hamburgo          | –          | Friburgo                 | Volkparkstadion     | 9 de mayo  | 9 de mayo  |            |

| Jornada 34               | Jornada 34 | Jornada 34        | Jornada 34          | Jornada 34 | Jornada 34 | Jornada 34 |
| Local                    | Resultado  | Visitante         | Estadio             | Fecha      | Hora       |            |
| ------------------------ | ---------- | ----------------- | ------------------- | ---------- | ---------- | ---------- |
| Bayern de Múnich         | –          | Colonia           | Allianz Arena       | 16 de mayo | 15:30      |            |
| Bayer Leverkusen         | –          | Hamburgo          | BayArena            | 16 de mayo | 15:30      |            |
| Eintracht Fráncfort      | –          | Stuttgart         | Deutsche Bank Park  | 16 de mayo | 15:30      |            |
| Friburgo                 | –          | RB Leipzig        | Europa-Park Stadion | 16 de mayo | 15:30      |            |
| Werder Bremen            | –          | Borussia Dortmund | Weserstadion        | 16 de mayo | 15:30      |            |
| Borussia Mönchengladbach | –          | Hoffenheim        | Borussia-Park       | 16 de mayo | 15:30      |            |
| Unión Berlín             | –          | Augsburgo         | Alte Försterei      | 16 de mayo | 15:30      |            |
| San Pauli                | –          | Wolfsburgo        | Millerntor-Stadion  | 16 de mayo | 15:30      |            |
| Heidenheim               | –          | Mainz 05          | Voith-Arena         | 16 de mayo | 15:30      |            |

## Fichajes

### Fichajes más caros del mercado de verano
| Jugador                 | Club de destino   | Club de origen       | Precio (€) | Ref.   |
| ----------------------- | ----------------- | -------------------- | ---------- | ------ |
| Luis Díaz               | Bayern de Múnich  | Liverpool            | 75.500.000 |        |
| Jobe Bellingham         | Borussia Dortmund | Sunderland           | 30.500.000 | [ 25 ] |
| Yan Couto               | Borussia Dortmund | Manchester City      | 25.000.000 | [ 26 ] |
| Arthur Vermeeren        | RB Leipzig        | Atlético de Madrid   | 20.000.000 | [ 27 ] |
| Ezechiel Banzuzi        | RB Leipzig        | Oud-Heverlee Leuven  | 16.000.000 | [ 28 ] |
| Mohamed El Amine Amoura | Wolfsburgo        | Union Saint-Gilloise | 14.750.000 | [ 29 ] |
| Ibrahim Maza            | Bayer Leverkusen  | Hertha Berlín        | 12.000.000 | [ 30 ] |
| Lorenz Assignon         | Stuttgart         | Rennes               | 12.000.000 | [ 31 ] |
| Mark Flekken            | Bayer Leverkusen  | Brentford            | 10.000.000 | [ 32 ] |
| Benedict Hollerbach     | Mainz 05          | Unión Berlín         | 10.000.000 | [ 33 ] |
| Yuito Suzuki            | Friburgo          | Brøndby              | 10.000.000 | [ 34 ] |

| Datos actualizados a 10 de junio de 2025. Fuentes: |